# Полянка (Звягельский район)
По́лянка (укр. Полянка) — посёлок в Звягельском районе Житомирской области Украины.
Расположен на речке Гнилуша, правом притоке Случи, в 30 км к югу от райцентра Звягеля.

## История
Село По́лянки (бывшее название) основал владелец всего Черторийского имения магнат Кароль Прушинский в начале 1790-х гг. Он переселил сюда несколько дворов крестьян из села Гордеевка и городка Новая Чортория. В 1870-х годах Полянку и окрестные земли приобрёл русский генерал Виктор Нежинский. С конца 19 века и до 1905 года в Полянке работал фарфоровый завод М.П.Грипари, который выпускал также кирпич и гончарные изделия. В настоящее время здесь действует частное предприятие ООО «Полянковская керамика», выпускающее электрофарфоровую продукцию. Население составляет 1580 человек (на 2022 г.). В поселке есть школа, действует с 1925 г., (188 учеников), детсад (75 питомцев), амбулатория, дом культуры.
1900-1906 – Список населённых мест Волынской губернии: В 1906 году «село Барановской волости Новоград-Волынского уезда Волынской губернии. Расстояние от уездного города 40 вёрст, от волости 5 вёрст. Дворов 146, жителей 492». Являлась селом Новоград-Волынского уезда Волынской губернии Российской империи. В 1902 году здесь насчитывалось 58 домов и 356 жителей.
Местные землевладельцы: в 1913 г. Пётр Львович Свешников, дворянин, в размере 1750 десятин, Фома Игнатович Сицинский, мещанин, 128 десятин (Список землевладельцев и арендаторов Волынской губернии, во владении которых находится не менее 50 десятин земли Житомир. Волы. ком., 1913, с.161)
1923 – Материалы по административно-территориальному делению Волынской губернии, Житомир: «деревня Барановской волости, 166 дворов, 755 населения»(с.149).
1932-1933 годы - Во время голода 1932—1933 годов умер не менее 51 житель посёлка.
1935 – ДАЖО. – Ф.П. 116. – Оп. 1. – Спр. 173. – Арк. 88-89; политико-экономическая характеристика от НКВД: «Деревня Полянка национальная, польская, имеет население 813 человек из них поляков 572, украинцев 239 и евреев 2. К весне 1934 года в селе было 2 колхоза, весной один колхоз переселен в Днепропетровскую область. В последние годы село оказывало исключительное сопротивление мерам партии и советской власти. Село засорено остатками разбитого кулачества и антисоветских элементов. Польское население указанного села враждебно настроено ко всем мероприятиям властей, которые проводятся в селе. В период петлюровщины частично участвовало против Красных частей. Участливо относилось население села к пребыванию польской армии (имеется в виду 1920 года). В период коллективизации была женская волынка по разбору имущества колхоза. Зафиксированы факты националистических проявлений. Отмечены симпатии населения к Пилсудскому…».
1946 – зутор Шабатов, являвшийся частью Полянко, переименован согласно Указу Президиума Верховного Совета УССР от 7.6.1946 «О сохранении исторических наименований и уточнении и упорядочении существующих названий сельсоветов и населенных пунктов житомирской области»: Хутор Шабатов-завод, Полянского сельского Совета, именовать хутор Заводской.
1958 – хутор Шабатов объединён с селом Полянки.
1973 – История городов и сел УССР, Житомирская область: «ПОЛЯНКИ — посёлок городского типа, центр поселкового Совета депутатов трудящихся, расположен по обе стороны реки Гнилушки, притоки реки Случи, в 5 км от райцентра, в 20 км от железнодорожной станции Мирополь. Дворов – 516, население – 1,9 тыс. человек Поселковому Совету подчинено с. Будысь. В Полянках действуют электрофарфоровый завод им. 8 Марта, основанный в 1906 году, и полеводческая бригада колхоза им. ХУІІ съезда ВКП(б). Работают восьмилетняя школа, где 16 учителей обучают 320 детей, клуб на 200 мест, две библиотеки с книжным фондом 5,8 тыс. экземпляров, амбулатория, медпункт, почтовое отделение, четыре магазина. За успехи в развитии промышленного и сельскохозяйственного производства 162 человек награждены орденами и медалями СССР, в т. ч. орденом Октябрьской Революции П. А. Янковский. Партийная организация села объединяет 55 коммунистов, два комсомольских – 189 членов ВЛКСМ. Село известно с 1880 года. Во время революции 1905 года крестьяне пасли скот в барском лесу. Чтобы с ними разделаться, власти вызвали карателей. Возмущённые крестьяне, вооружившись кольями и косами, их разогнали. Когда дошло известие о Великой Октябрьской социалистической революции, крестьяне с красным флагом вышли на демонстрацию. Советская власть была установлена в январе 1918 года. На фронтах Великой Отечественной войны воевали 74 жителя селения, из них 13 погибли в боях с немецко-фашистскими захватчиками. В селе действовала подпольная партийная организация в составе 50 человек, которая в конце 1942 влилась в партизанский отряд им. Суворова. 65 участников Великой Отечественной войны награждены боевыми орденами и медалями. В посёлке возвышается обелиск в честь воина-москвича Д. Чижова, погибшего, освобождая посёлок от фашистских оккупантов» (с.161-162).
2007 – Административно-территориальное устройство Житомирщины: 1795-2006, Житомир: Изд-во "Волынь", 2007: «ПОЛЯНКА, пгт (Полянки, до 03.04.67 – с.). Губ.Волынская; эт. Новоград-Волынский; вол. Барановская; окр. Житомирская, Волынская, Новоград-Волынская; р-н Барановский (07.03.23; 08.12.66), Новоград-Волынский (30.12.62); с-р Полянковская (1923), Заричанская (17.08.64), Полянковская пос-щна (03.04.67)», с.411.
В январе 1989 года численность населения составляла 1750 человек.
На 1 января 2013 года численность населения составляла 1727 человек.

## Достопримечательности и культура
Краеведческий музей «ПОЛЕССКИЙ ДОМ», ул. Калинова, 4. Музейными экспонатами является сам дом (1905 г. принадлежал роду Янковских) и двор со старинными вещами: утюги, мебель, гончарные изделия, верстак, на котором плели посторонки, вожжи для лошадей и многое другое. Все экспонаты оригинальны, отлажены и работают. Основателем, куратором и гидом является уроженец Полянок Николай Михайлович Кобылянский – местный энтузиаст-краевед.

## Местная власть
12701, Житомирская обл., Звягельский р-н, г. Барановка, ул. Соборная, 20.